# Anna Rita Tateo
Anna Rita Tateo, née le 28 juillet 1975 à Bari (Italie), est une avocate et femme politique italienne.

## Biographie
Anna Rita Tateo naît le 28 juillet 1975 à Bari.
Elle est élue députée de la Ligue du Nord pour la circonscription des Pouilles lors des élections générales de 2018,.